# Schir Ali

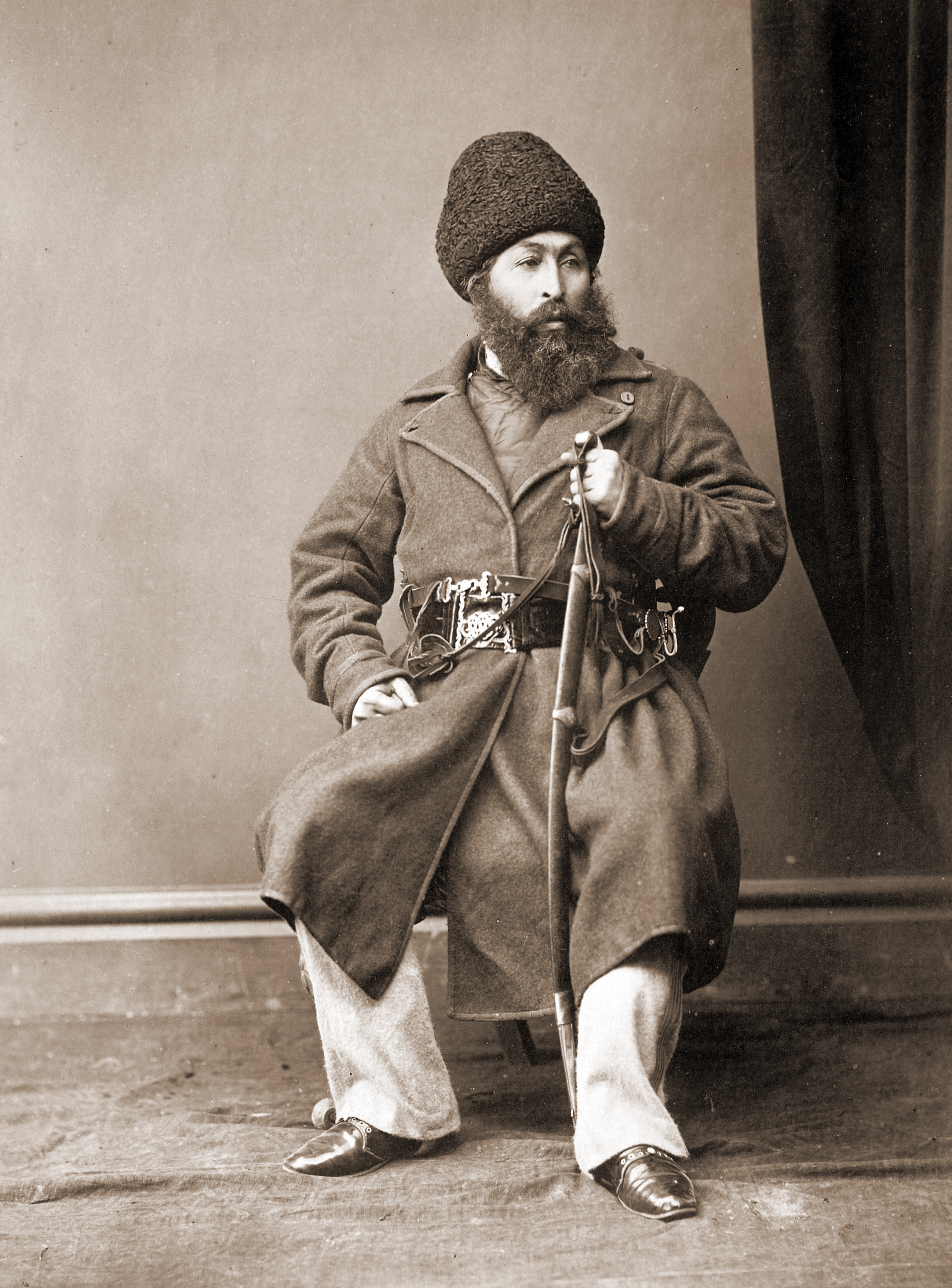
Schir Ali

Schir Ali Khan bzw. Scher Ali (شیرعلی خان Schir-Ali Chan, englisch Sher Ali, * 1825; † 21. Februar 1879 in Masar-e Scharif) war von 1863 bis 1866 und von 1868 bis zu seinem Lebensende Emir von Afghanistan.

## Leben
Schir Ali war der Sohn und Nachfolger Dost Mohammeds, des Begründers der Barakzai-Dynastie. Das erste Mal erlangte Schir Ali die Macht direkt nach dem Tod seines Vaters, wurde aber nach nur drei Jahren von seinem älteren Bruder Mohammed Afzal Khan verdrängt. Nach dessen Tod konnte er 1868 den Emirtitel zurückerobern. 
Im Juli 1878 erlaubte Schir Ali Russland – zum Ärger der Briten – die Einrichtung einer Gesandtschaft in Kabul. Der Vizekönig von Indien Lord Lytton protestierte und beauftragte im September General Neville Chamberlain, ebenfalls das Recht einer Repräsentation in Kabul zu erwirken. Dessen Mission wurde jedoch von den Afghanen abgefangen und zur Umkehr gezwungen. Hierauf stellten die Briten das Ultimatum, dass sich Sher Ali bis zum 20. November entschuldigen und eine Erklärung für den Vorfall liefern müsse. Seine Antwort erreichte Vizekönig Robert Bulwer-Lytton, Baron Lytton, erst am 30. November 1878 und beinhaltete keine Entschuldigung. Im daraufhin ausbrechenden Zweiten Anglo-Afghanischen Krieg marschierten die Briten mit starken Kräften der British Indian Army in Afghanistan ein. Schir Ali floh aus Kabul und kam auf dem Weg ins russische Exil in Masar-e Scharif am 21. Februar 1879 ums Leben. 
Sein Sohn Mohammed Yakub Khan folgte ihm auf den Thron und musste im Mai 1879 den Vertrag von Gandamak unterzeichnen.